# 克洛艾·特雷斯珀什

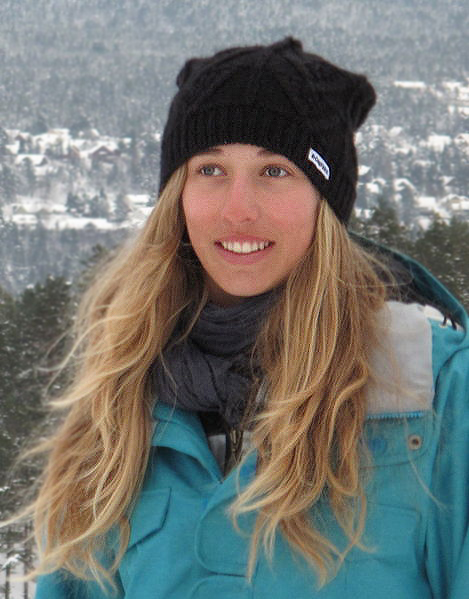
克洛艾·特雷斯珀什，2010年

克洛艾·特雷斯珀什（法語：Chloé Trespeuch，1994年4月13日—），法國單板滑雪運動員，她代表法國隊參加了中國舉行的2022年冬季奧林匹克運動會，並且在女子障礙追逐比賽上獲得銀牌。